# Чемпионат СССР по классической борьбе 1989
58-й Чемпионат СССР по классической борьбе проходил в Минске с 20 по 24 января 1989 года.

## Медалисты
| Весовая категория            | Золото                                          | Серебро                                            | Бронза                                           |
| ---------------------------- | ----------------------------------------------- | -------------------------------------------------- | ------------------------------------------------ |
| До 48 кг Наилегчайший вес    | Олег Кучеренко Вооружённые Силы (Ворошиловград) | Сергей Суворов Вооружённые Силы (Омск)             | Шамсудин Аббасов Профсоюзы (Гродно)              |
| До 52 кг Легчайший вес       | Андрей Калашников Профсоюзы (Киев)              | Виктор Колесник «Трудовые резервы» (Кишинёв)       | Гагик Авагян «Динамо» (Ленинакан)                |
| До 57 кг Полулёгкий вес      | Александр Шестаков Профсоюзы (Гродно)           | Иван Сухарев Вооружённые Силы (Москва)             | Сергей Буланов Вооружённые Силы (Ростов-на-Дону) |
| До 62 кг Лёгкий вес          | Геннадий Атмакин Профсоюзы (Саранск)            | Дмитрий Сыроватский «Динамо» (Днепропетровск)      | Арутик Рубенян «Динамо» (Ленинакан)              |
| До 68 кг 1-й полусредний вес | Ислам Дугучиев «Динамо» (Ростов-на-Дону)        | Мнацакан Искандарян Вооружённые Силы (Ереван)      | Валерий Перминов «Трудовые резервы» (Москва)     |
| До 74 кг 2-й полусредний вес | Даулет Турлыханов Вооружённые Силы (Алма-Ата)   | Бисолт Дециев «Динамо» (Чимкент)                   | Виктор Мамиашвили «Трудовые резервы» (Москва)    |
| До 82 кг 1-й средний вес     | Виктор Малов «Динамо» (Москва)                  | Беги Дарчия Профсоюзы (Тбилиси)                    | Сергей Насевич Вооружённые Силы (Ростов-на-Дону) |
| До 90 кг 2-й средний вес     | Павел Потапов «Динамо» (Ульяновск)              | Вячеслав Олейник Вооружённые Силы (Мариуполь)      | Рафаэль Самургашев Профсоюзы (Ростов-на-Дону)    |
| До 100 кг Полутяжёлый вес    | Гурам Гедехаури Профсоюзы (Тбилиси)             | Вячеслав Клименко Вооружённые Силы (Киев)          | Анатолий Федоренко Профсоюзы (Гродно)            |
| До 130 кг Тяжёлый вес        | Александр Карелин «Динамо» (Новосибирск)        | Николай Макаренко Вооружённые Силы (Белая Церковь) | Владимир Григорьев Вооружённые Силы (Челябинск)  |